# Associazione Calcio Perugia 1982-1983
Questa voce raccoglie le informazioni riguardanti l'Associazione Calcio Perugia nelle competizioni ufficiali della stagione 1982-1983.

## Stagione
Cambio della guardia sulla panchina del Grifo con Agroppi che subentra a Giagnoni. 
Ma la nuova conduzione tecnica non sortirà gli effetti sperati: la squadra non riuscirà a ripetere il brillante campionato precedente e chiuderà la stagione con un anonimo undicesimo posto.
Unica magra consolazione la buona vena realizzativa di Pagliari che andrà in rete 10 volte.

## Rosa

Giovanni Pagliari, migliore marcatore perugino della stagione, festeggia la doppietta al Milan nel 3-2 del 24 aprile 1983 a Pian di Massiano.

| N. |                   | Ruolo | Calciatore         |
| -- | ----------------- | ----- | ------------------ |
|    | Italia (bandiera) | C     | Angelo Aimo        |
|    | Italia (bandiera) | C     | Mauro Amenta       |
|    | Italia (bandiera) | C     | Lucio Bernardini   |
|    | Italia (bandiera) | C     | Luca Burini        |
|    | Italia (bandiera) | C     | Bruno Caneo        |
|    | Italia (bandiera) | C     | Domenico Caso      |
|    | Italia (bandiera) | D     | Cristiano Cassiani |
|    | Italia (bandiera) | D     | Antonio Ceccarini  |
|    | Italia (bandiera) | C     | Bruno Ciardelli    |
|    | Italia (bandiera) | C     | Giuseppe De Gradi  |
|    | Italia (bandiera) | P     | Nicola Di Leo      |
|    | Italia (bandiera) | D     | Pierluigi Frosio   |
|    | Italia (bandiera) | P     | Dario Marigo       |
|    | Italia (bandiera) | C     | Massimo Mauti      |

| N. |                   | Ruolo | Calciatore        |
| -- | ----------------- | ----- | ----------------- |
|    | Italia (bandiera) | D     | Danio Montani     |
|    | Italia (bandiera) | A     | Moreno Morbiducci |
|    | Italia (bandiera) | D     | Claudio Ottoni    |
|    | Italia (bandiera) | A     | Giovanni Pagliari |
|    | Italia (bandiera) | C     | Marco Peraio      |
|    | Italia (bandiera) | C     | Stefano Perugini  |
|    | Italia (bandiera) | A     | Mario Piga        |
|    | Italia (bandiera) | D     | Dario Sanguin     |
|    | Italia (bandiera) | D     | Daniele Tacconi   |
|    | Italia (bandiera) | C     | Antonio Torti     |
|    | Italia (bandiera) | A     | Mauro Vittiglio   |
|    | Italia (bandiera) | D     | Alessandro Zagano |
|    | Italia (bandiera) | A     | Luigi Zerbio      |

## Risultati

### Serie B

#### Girone di andata
| 12 settembre 1982 1ª giornata | Perugia | 2 – 1 | Monza |  |

| 19 settembre 1982 2ª giornata | Cavese | 2 – 1 | Perugia |  |

| 26 settembre 1982 3ª giornata | Perugia | 0 – 1 | Como |  |

| 3 ottobre 1982 4ª giornata | Pistoiese | 0 – 0 | Perugia |  |

| 10 ottobre 1982 5ª giornata | Perugia | 0 – 0 | Bologna |  |

| 17 ottobre 1982 6ª giornata | Perugia | 1 – 0 | Lecce |  |

| 24 ottobre 1982 7ª giornata | Lazio | 2 – 0 | Perugia |  |

| 31 ottobre 1982 8ª giornata | Perugia | 1 – 0 | Reggiana |  |

| 7 novembre 1982 9ª giornata | Foggia | 1 – 0 | Perugia |  |

| 14 novembre 1982 10ª giornata | Perugia | 0 – 1 | Cremonese |  |

| 21 novembre 1982 11ª giornata | Sambenedettese | 1 – 0 | Perugia |  |

| 28 novembre 1982 12ª giornata | Milan | 2 – 1 | Perugia |  |

| 5 dicembre 1982 13ª giornata | Perugia | 2 – 0 | Palermo |  |

| 12 dicembre 1982 14ª giornata | Atalanta | 0 – 0 | Perugia |  |

| 19 dicembre 1982 15ª giornata | Perugia | 0 – 2 | Bari |  |

| 2 gennaio 1983 16ª giornata | Arezzo | 1 – 1 | Perugia |  |

| 9 gennaio 1983 17ª giornata | Perugia | 3 – 0 | Campobasso |  |

| 16 gennaio 1983 18ª giornata | Varese | 2 – 1 | Perugia |  |

| 23 gennaio 1983 19ª giornata | Perugia | 1 – 1 | Catania |  |

#### Girone di ritorno
| 30 gennaio 1983 20ª giornata | Monza | 0 – 1 | Perugia |  |

| 13 febbraio 1983 21ª giornata | Perugia | 1 – 0 | Cavese |  |

| 20 febbraio 1983 22ª giornata | Como | 2 – 2 | Perugia |  |

| 27 febbraio 1983 23ª giornata | Perugia | 2 – 2 | Pistoiese |  |

| 6 marzo 1983 24ª giornata | Bologna | 3 – 1 | Perugia |  |

| 13 marzo 1983 25ª giornata | Lecce | 0 – 0 | Perugia |  |

| 20 marzo 1983 26ª giornata | Perugia | 1 – 1 | Lazio |  |

| 27 marzo 1983 27ª giornata | Reggiana | 2 – 1 | Perugia |  |

| 2 aprile 1983 28ª giornata | Perugia | 1 – 0 | Foggia |  |

| 10 aprile 1983 29ª giornata | Cremonese | 2 – 2 | Perugia |  |

| 17 aprile 1983 30ª giornata | Perugia | 0 – 0 | Sambenedettese |  |

| 24 aprile 1983 31ª giornata | Perugia | 3 – 2 | Milan |  |

| 1º maggio 1983 32ª giornata | Palermo | 0 – 0 | Perugia |  |

| 8 maggio 1983 33ª giornata | Perugia | 1 – 1 | Atalanta |  |

| 15 maggio 1983 34ª giornata | Bari | 3 – 1 | Perugia |  |

| 22 maggio 1983 35ª giornata | Perugia | 3 – 0 | Arezzo |  |

| 29 maggio 1983 36ª giornata | Campobasso | 0 – 0 | Perugia |  |

| 5 giugno 1983 37ª giornata | Perugia | 1 – 0 | Varese |  |

| 12 giugno 1983 38ª giornata | Catania | 2 – 1 | Perugia |  |

### Coppa Italia

#### Primo turno
| 18 agosto 1982 1ª giornata | Lazio | 3 – 2 | Perugia |  |

| 22 agosto 1982 2ª giornata | Perugia | 0 – 0 | Napoli |  |

| 29 agosto 1982 3ª giornata | Perugia | 1 – 1 | Salernitana |  |

| 1 settembre 1982 4ª giornata | Atalanta | 0 – 0 | Perugia |  |

| 5 settembre 1982 5ª giornata | Avellino | 0 – 0 | Perugia |  |

## Statistiche

### Statistiche di squadra
| Competizione | Punti | In casa | In casa | In casa | In casa | In casa | In casa | In trasferta | In trasferta | In trasferta | In trasferta | In trasferta | In trasferta | Totale | Totale | Totale | Totale | Totale | Totale | DR |
| Competizione | Punti | G       | V       | N       | P       | Gf      | Gs      | G            | V            | N            | P            | Gf           | Gs           | G      | V      | N      | P      | Gf     | Gs     | DR |
| ------------ | ----- | ------- | ------- | ------- | ------- | ------- | ------- | ------------ | ------------ | ------------ | ------------ | ------------ | ------------ | ------ | ------ | ------ | ------ | ------ | ------ | -- |
| Serie B      | 36    | 19      | 10      | 6       | 3       | 23      | 12      | 19           | 1            | 8            | 10           | 13           | 25           | 38     | 11     | 14     | 13     | 36     | 37     | -1 |
| Coppa Italia | 4     | 2       | 0       | 2       | 0       | 1       | 1       | 3            | 0            | 2            | 1            | 2            | 3            | 5      | 0      | 4      | 1      | 3      | 4      | -1 |
| Totale       |       | 21      | 10      | 8       | 3       | 24      | 13      | 22           | 1            | 10           | 11           | 15           | 28           | 43     | 11     | 18     | 14     | 39     | 41     | -2 |

### Statistiche dei giocatori
| Giocatore     | Serie B  | Serie B | Serie B     | Serie B    | Coppa Italia | Coppa Italia | Coppa Italia | Coppa Italia | Totale   | Totale | Totale      | Totale     |
| Giocatore     | Presenze | Reti    | Ammonizioni | Espulsioni | Presenze     | Reti         | Ammonizioni  | Espulsioni   | Presenze | Reti   | Ammonizioni | Espulsioni |
| ------------- | -------- | ------- | ----------- | ---------- | ------------ | ------------ | ------------ | ------------ | -------- | ------ | ----------- | ---------- |
| A. Aimo       | 2        | 0       | ?           | ?          | ?            | ?            | ?            | ?            | 2+       | 0+     | ?           | ?          |
| M. Amenta     | 20       | 4       | ?           | ?          | ?            | ?            | ?            | ?            | 20+      | 4+     | ?           | ?          |
| L. Bernardini | 6        | 0       | ?           | ?          | ?            | ?            | ?            | ?            | 6+       | 0+     | ?           | ?          |
| L. Burini     | 1        | 0       | ?           | ?          | ?            | ?            | ?            | ?            | 1+       | 0+     | ?           | ?          |
| B. Caneo      | 36       | 3       | ?           | ?          | ?            | ?            | ?            | ?            | 36+      | 3+     | ?           | ?          |
| D. Caso       | 27       | 2       | ?           | ?          | ?            | ?            | ?            | ?            | 27+      | 2+     | ?           | ?          |
| C. Cassiani   | 1        | 0       | ?           | ?          | ?            | ?            | ?            | ?            | 1+       | 0+     | ?           | ?          |
| A. Ceccarini  | 31       | 0       | ?           | ?          | ?            | ?            | ?            | ?            | 31+      | 0+     | ?           | ?          |
| B. Ciardelli  | 24       | 0       | ?           | ?          | ?            | ?            | ?            | ?            | 24+      | 0+     | ?           | ?          |
| G. De Gradi   | 19       | 0       | ?           | ?          | ?            | ?            | ?            | ?            | 19+      | 0+     | ?           | ?          |
| N. Di Leo     | 24       | -21     | ?           | ?          | ?            | ?            | ?            | ?            | 24+      | -21+   | ?           | ?          |
| P. Frosio     | 27       | 0       | ?           | ?          | ?            | ?            | ?            | ?            | 27+      | 0+     | ?           | ?          |
| D. Marigo     | 15       | -16     | ?           | ?          | ?            | ?            | ?            | ?            | 15+      | -16+   | ?           | ?          |
| M. Mauti      | 20       | 1       | ?           | ?          | ?            | ?            | ?            | ?            | 20+      | 1+     | ?           | ?          |
| D. Montani    | 30       | 0       | ?           | ?          | ?            | ?            | ?            | ?            | 30+      | 0+     | ?           | ?          |
| M. Morbiducci | 35       | 8       | ?           | ?          | ?            | ?            | ?            | ?            | 35+      | 8+     | ?           | ?          |
| C. Ottoni     | 37       | 2       | ?           | ?          | ?            | ?            | ?            | ?            | 37+      | 2+     | ?           | ?          |
| G. Pagliari   | 29       | 10      | ?           | ?          | ?            | ?            | ?            | ?            | 29+      | 10+    | ?           | ?          |
| M. Peraio     | 2        | 0       | ?           | ?          | ?            | ?            | ?            | ?            | 2+       | 0+     | ?           | ?          |
| S. Perugini   | 9        | 0       | ?           | ?          | ?            | ?            | ?            | ?            | 9+       | 0+     | ?           | ?          |
| M. Piga       | 25       | 0       | ?           | ?          | ?            | ?            | ?            | ?            | 25+      | 0+     | ?           | ?          |
| D. Sanguin    | 31       | 0       | ?           | ?          | ?            | ?            | ?            | ?            | 31+      | 0+     | ?           | ?          |
| D. Tacconi    | 4        | 0       | ?           | ?          | ?            | ?            | ?            | ?            | 4+       | 0+     | ?           | ?          |
| A. Torti      | 2        | 0       | ?           | ?          | ?            | ?            | ?            | ?            | 2+       | 0+     | ?           | ?          |
| M. Vittiglio  | 2        | 0       | ?           | ?          | ?            | ?            | ?            | ?            | 2+       | 0+     | ?           | ?          |
| A. Zagano     | 9        | 0       | ?           | ?          | ?            | ?            | ?            | ?            | 9+       | 0+     | ?           | ?          |
| L. Zerbio     | 23       | 3       | ?           | ?          | ?            | ?            | ?            | ?            | 23+      | 3+     | ?           | ?          |